# Allograpta mu
Allograpta mu är en tvåvingeart som först beskrevs av Jacques-Marie-Frangile Bigot 1884.  Allograpta mu ingår i släktet Allograpta och familjen blomflugor. Inga underarter finns listade i Catalogue of Life.